# Amory Starr
Pour les articles homonymes, voir Starr.
 (avril 2021).
 (avril 2021).
Si vous disposez d'ouvrages ou d'articles de référence ou si vous connaissez des sites web de qualité traitant du thème abordé ici, merci de compléter l'article en donnant les références utiles à sa vérifiabilité et en les liant à la section « Notes et références ».
Amory Starr est une sociologue américaine, professeure en sociologie des mouvements sociaux à l'université d'État du Colorado

## Biographie
Militante, Amory Starr participe aux grandes mobilisations contre la mondialisation dont elle rédige des comptes rendus et des analyses qu'elle publie sur internet, notamment sur Indymedia. Elle couvre les manifestations de 1999 à Seattle, où elle suit notamment le mouvement initié par José Bové en déplacement à Seattle pour l'occasion. Elle participe également aux manifestations de 2000 à Los Angeles, de 2001 au Québec, de 2002 à New York, de 2003 à Sacramento, de 2003 à Cancun puis à Miami,.
Son ouvrage le plus connu est Naming the enemy: anti-corporate movements confront globalization, paru en 2000 et depuis ouvrage de référence en sociologie des mouvements sociaux. Le livre analyse les différents mouvements qui composent l'opposition contre la mondialisation absolue, et tente de théoriser le développement social qu'implique cette opposition idéologique. L'auteur adopte une grille de lecture résolument marxiste.
En 2011, dans son livre Shutting Down the Streets : Political Violence and Social Control in the Global Era, Amory Starr reconstruit sur des bases académiques les processus de marginalisation des dissidents altermondialistes lors des sommets internationaux.

## Œuvres
- (en-US) Naming the enemy : Anti-corporate movements confront globalization, Zed Books, 27 octobre 2000, 296 p. (ISBN 9781856497640, lire en ligne)[11]
- (en-US) Global Revolt: A Guide to the Movements Against Globalization, New York, Zed Books, 17 mai 2005, rééd. 10 janvier 2012, 280 p. (ISBN 9781281259196, lire en ligne)
- (en-US) Amory Starr and Luis Fernandez, « Legal Control and Resistance Post-Seattle », Social Justice, Vol. 36, No. 1,‎ 2009, p. 41-60 (20 pages) (lire en ligne)
- (en-US) Amory Starr, Luis Fernández, Christian Scholl, Shutting Down the Streets : Political Violence and Social Control in the Global Era., New York University Press, 1er janvier 2011, 224 p. (ISBN 9780814741009),